# Маршал Польщі

Погон Маршала Польщі з 1920 по 1939

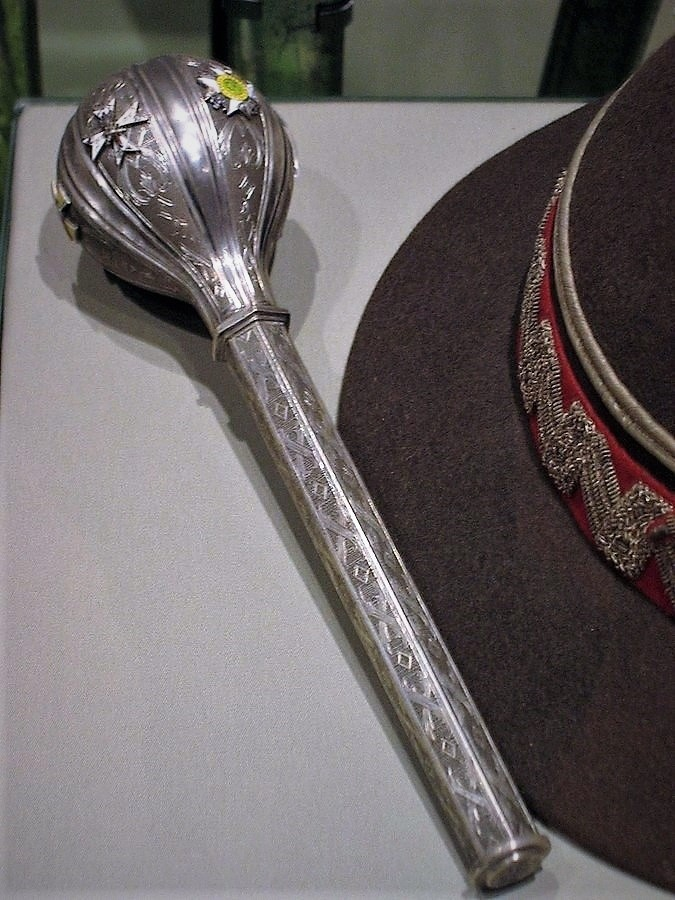
Булава Маршала Польщі Едварда Ридз-Смігли

Ма́ршал По́льщі (пол. Marszałek Polski)  — найвище військове звання в Збройних силах Польщі.
На сьогодні еквівалентно званням фельдмаршала і генерала армії (OF-10) в інших арміях країн НАТО.

## Історія військового звання Маршал Польщі
За всю історію це звання було присвоєне 6 разів, у тому числі двічі — іноземним громадянам.
Першим польським маршалом у 1920 році став Юзеф Пілсудський. Останнє присвоєння звання відбулося у 1963 році, коли його отримав міністр оборони Маріан Спихальський. Наступному міністру оборони генералу армії Войцеху Ярузельському пропонувалося у 80-х роках отримати маршальське звання, але він відмовився від цього.
У 1989 році помер останній маршал Польщі Михал Роля-Жимерський. З того часу немає жодної людини, що носить це звання, оскільки воно присвоювається воєначальникам за особливі заслуги лише в період війни.

## Список маршалів Польщі
| #                           | Фото                      | Ім'я                                  | Д. Н.                     | Д. С.                     | Військова біографія | Дата присвоєння звання    |
| Друга Польська Республіка   | Друга Польська Республіка | Друга Польська Республіка             | Друга Польська Республіка | Друга Польська Республіка | Друга Польська Республіка | Друга Польська Республіка |
| --------------------------- | ------------------------- | ------------------------------------- | ------------------------- | ------------------------- | --- | ------------------------- |
| 1                           |                           | Юзеф Пілсудський                      | 5 грудня 1867             | 12 травня 1935            | польський політичний, військовий і державний діяч, перший голова відродженої польської держави. Ініціатор створення Польської військової організації, прем'єр-міністр Польщі (1926—1928, серпень-грудень 1930), де-факто лідер Другої Польської Республіки, міністр оборони Польщі (1918—1919, 1926—1935), засновник польської армії, перший маршал Польщі. Національний герой Польщі                                         | 19 березня 1920           |
| 2                           |                           | Фердинанд Фош                         | 2 жовтня 1851             | 20 березня 1929           | французький воєначальник, теоретик, маршал Франції (1918). Учасник французько-прусської та Першої світової війн. Під час І світової війни командир корпусу, начальник штабу Сухопутних військ Франції (1917—1918), начальник Генерального штабу (1918—1920). Голова Військового комітету союзників (1918), голова вищої Військової Ради. Маршал Польщі, фельдмаршал Великої Британії (1919)                                   | 3 травня 1923             |
| 3                           |                           | Едвард Ридз-Сміглий                   | 11 березня 1886           | 2 грудня 1941             | польський військовий і політичний діяч, маршал Польщі. Учасник Першої світової, Польсько-української, Польсько-радянської та Другої світової воєн. Під час Першої світової війни — командир батальйону Польських легіонів. Головнокомандувач польської армії під час Польської кампанії 1939 року | 10 листопада 1936         |
| Польська Народна Республіка |                           |                                       |                           |                           | |                           |
| 4                           |                           | Михал Роля-Жимерський                 | 4 вересня 1890            | 15 жовтня 1989            | польський політичний, військовий і державний діяч, міністр оборони Польщі (1945—1949), маршал Польщі, кавалер ордену «Перемога». Головнокомандувач Армії Людової (1944), головнокомандувач Війська Польського (1944—1945). Учасник Першої світової, Польсько-радянської та Другої світової воєн | 3 травня 1945             |
| 5                           |                           | Рокоссовський Костянтин Костянтинович | 21 грудня 1896            | 3 серпня 1968             | радянський і польський полководець та державний діяч, міністр оборони Польщі (1949—1956), маршал Радянського Союзу (1944), маршал Польщі, двічі Герой Радянського Союзу (1944, 1945), кавалер ордену «Перемога». Один з найвидатніших полководців Другої світової війни. Учасник Першої світової, Громадянської війни в Росії, конфлікту на Китайсько-Східній залізниці, радянської окупації Бессарабії, Другої світової воєн | 5 листопада 1949          |
| 6                           |                           | Мар'ян Спихальський                   | 6 грудня 1906             | 7 червня 1980             | польський політичний, державний та військовий діяч, міністр оборони Польщі (1956—1968), голова Державної ради (1968—1970), маршал Польщі. Учасник Другої світової війни | 7 жовтня 1963             |